# Tichon (Troicki-Doniebin)
Tichon, imię świeckie Michaił Troicki (ur. 23 grudnia 1830?/4 stycznia 1831 w Suszkowej, zm. 16 czerwca?/29 czerwca 1911) – rosyjski biskup prawosławny.
Urodził się w rodzinie prawosławnego diakona. W 1853 ukończył seminarium duchowne w Riazaniu. W tym samym roku, 7 marca, przyjął święcenia kapłańskie jako kapłan żonaty. Po śmierci małżonki wstąpił do Petersburskiej Akademii Teologicznej, której dyplom uzyskał w 1861; w tym samym roku, 14 września, złożył wieczyste śluby zakonne i został wykładowcą seminarium duchownego w Nowogrodzie. Od 1863 był jego inspektorem. 6 grudnia 1866 otrzymał godność archimandryty.
18 czerwca 1882 miała miejsce jego chirotonia na biskupa sarapulskiego, wikariusza eparchii wiackiej. Następnie od 1886 do 1892 był biskupem krasnojarskim i jenisejskim, zaś od 1892 do śmierci – biskupem irkuckim i nerczyńskim.
Jego brat Stiefan, pod imieniem zakonnym Smaragd, również został biskupem prawosławnym.